# 아르콜 다리 전투

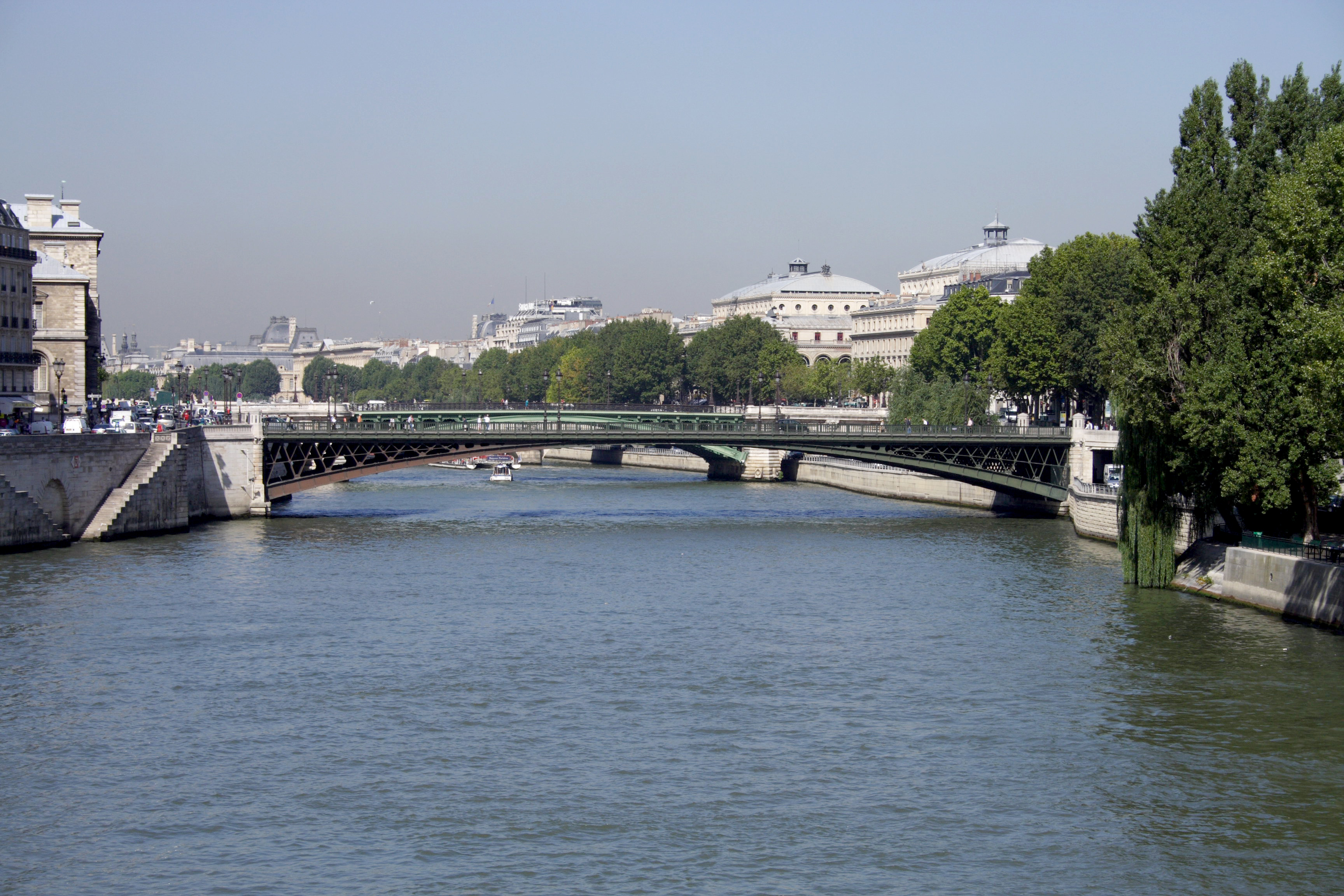
격전지인 아르콜 다리

아르콜레 다리 전투(프랑스어: Bataille du pont d'Arcole, 이탈리아어: Battaglia del Ponte di Arcole)는 1796년 11월에 발발한 프랑스 혁명 전쟁의 전투 중 하나이다. 북이탈리아(당시 오스트리아가 영향력을 끼치고 있던)의 베로나 근처 아르콜레 소택지 주변에서 나폴레옹 보나파르트가 이끄는 프랑스군이 오스트리아(신성로마제국)군을 격파했다. 프랑스군이 아르콜레 다리를 건널때의 전투가 특히 부각되어 회화로도 그려졌으나, 이것은 드라마틱한 효과를 노린 결과였고, 실제 전투는 매우 복잡한 전투였다.

## 배경
베로나 동부지역 전투에서 심각한 피해를 받고, 베로나 시와 아디제 강을 통과해 철수한 나폴레옹은 일단 후퇴해 아디제 강 남쪽강변을 전진해 이전부터 알았던 부교(부교)가 건설된 장소로 향했다. 다리 맞은편 강변은 군대가 들어가기가 어려운 소택지였고, 이곳은 아디제 강 및 북쪽에서 합류하는 아르포네 강과 그밖의 작은 지류의 제방상의 보도(步道)로써 군대가 행동할 수 없다는 의미도 있었다.
나폴레옹의 계획은 아디제 강의 북쪽강변에 교두보를 쌓고, 여기서 보도를 따라 서쪽에 약간의 부대를 보내는 것으로 오스트리아군 주력을 막는다는 것이었다. 보도가 좁기 때문에 오스트리아군은 그 숫적 우위를 살릴 수 없다고 생각했다. 나폴레옹군의 남은 부대는 보도를 따라 동쪽으로 움직여 아르포네 강을 따라 북쪽에 위치하려고 했다.

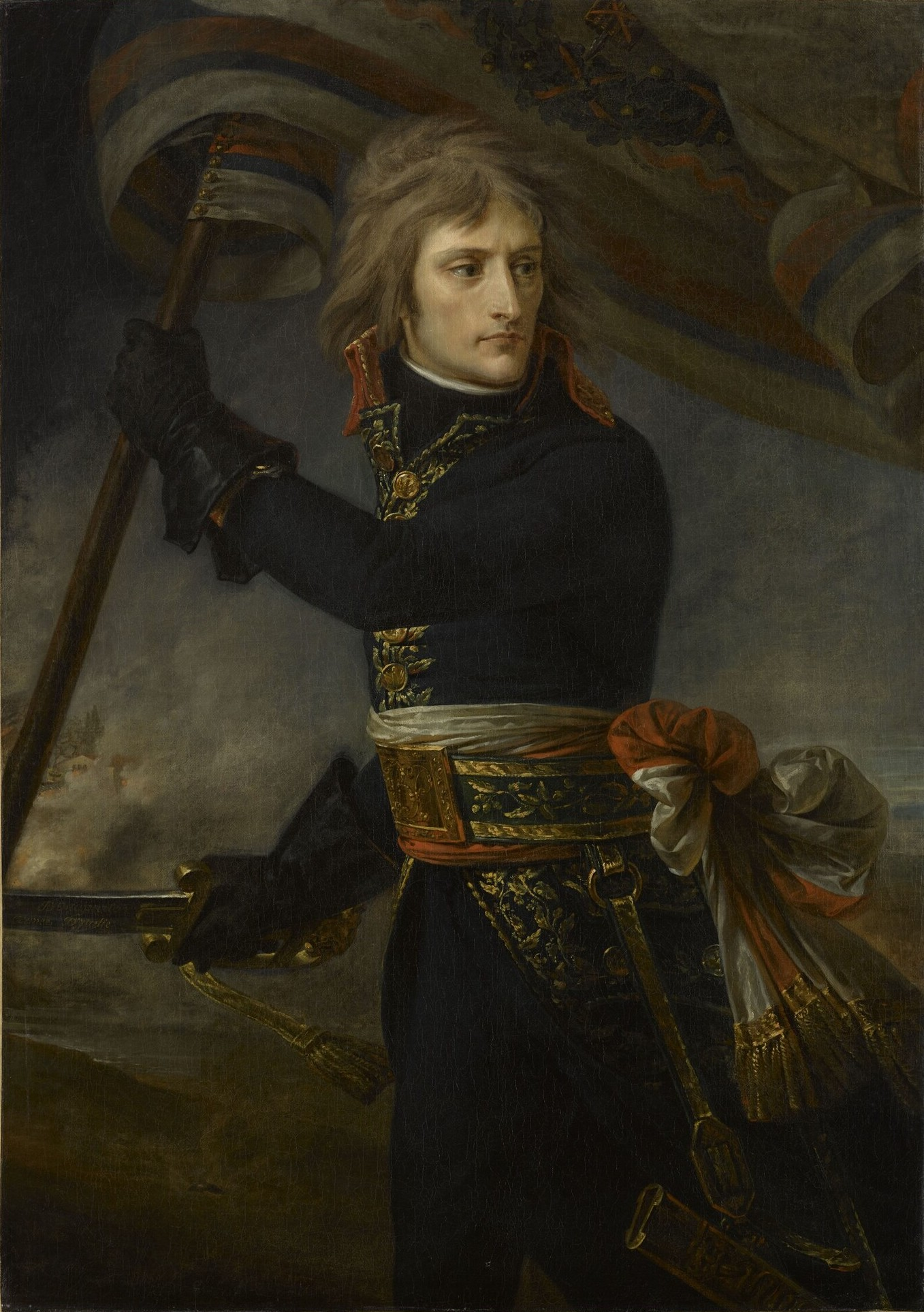
아르콜레 다리의 나폴레옹, 앙투안장 그로 남작의 작품. (약 1801년작) 파리 루브르

## 전투
아프로네 강을 따라 1마일 앞 아르콜레 마을에 강을 건너는 다리가 있었고, 이것을 건너면 북쪽으로 뻗은 오스트리아군의 연락선을 차단할 수 있었다. 그리고 이것은 나폴레옹이 바라는 것이기도 했다. 그러나 오스트리아군은 아르포네 강의 동쪽 강변에 정렬해 다리를 건너는 프랑스군을 종사(縱射)했기 때문에 프랑측이 아르콜레 다리를 빼앗으려고 가까이 접근하는 것은 매우 어려운 일이라는 것을 알게 되었다. 프랑스 병사들 대부분은 사격을 피하기 위해 보도의 그늘진 곳에 엎드렸다. 한명의 목격자는 이때 나폴레옹이 직접 군기를 갖고 부하들인 척탄병을 이끌고 돌격했다고 이야기 했다.
이것은 나폴레옹 전설의 중요한 순간이었다. 하지만 실제 다리를 건너는 나폴레옹을 그린 그림이 사실보다도 예술적인 해석에 기초한 것이라는 게 대부분이라고 생각된다. 실제 이때 다리위에 있는 것은 영웅적인것도 아무것도 아니었다. 나폴레옹의 주위에 있던 남자들이 여러명 죽었고, 혹은 부상을 입었다. 일설에 의하면 나폴레옹은 말위에서 떨어져, 늪지의 진창이 있는데까지 흘러갔다고 한다. 프랑스군은 전투 첫날 어떻게든 다리를 건너려고 했으나, 다시 퇴각할 수밖에는 없었다. 격렬한 전투가 거의 이틀간 계속된 뒤 나폴레옹과 그의 장군들은 겨우 오스트리아의 수비대를 몰아내고, 아르포네 강을 가로질러 아르콜레 다리를 건너갈 수 있었다. 이것은 11월 17일 다음날 이어진 암흑속에서였다.

## 영향
프랑스군이 겨우 아르포네 강의 다리를 건널때 오스트리아군의 대부분은 안전한 장소로 이동했다. 그러나 프랑스군이 포위한 만토바에 입성하여 수비대를 구원한다는 계획은 오스트리아군이 포기했다는 점에서 나폴레옹은 스스로 이것을 승리했다고 인정했다. 나폴레옹은 알빈치의 주위를 부대의 북쪽 측면으로 향하게 하고, 또한 티롤에서 진격했던 제2의 오스트리아 부대도 격파했기 때문에 알빈치는 다시 동쪽으로 퇴각했다.

## 트리비아
- 파리의 중심에 세워진 다리 중 하나 아르콜 다리는 이 아르콜레 전투에서 유래된 것이라는 설도 있다. 'Arcole'은 프랑스어로 읽으면 '아르콜'이며 이탈리아어로 읽으면 '아르콜레'가 된다. 그러므로 이탈리아에 있는 다리는 '아르콜레 다리' 프랑스에 있는 다리는 '아르콜 다리'라고 하여 구분되어야 할 것이다. 따라서 '아르콜 다리의 전투'도 '아르콜레 다리의 전투'라고 표기되어야 혼동이 없을 듯하다.

## 참고 문헌
- Boycott-Brown, M. The Road to Rivoli: Napoleon's First Campaign, London, Cassell, 2001
- Schels, J. B. “Die Schlacht bei Arcole, am 15, 16 und 17 November 1796.” Oesterreichische Militärische Zeitschrift, no. Bd. 2 (1829): 35-103
- Reinhard, M. Avec Bonaparte en Italie; d’après les lettres inédites de son aide de camp Joseph Sulkowski. Paris, 1946
- Napoleon. Correspondence de Napoléon Ier publiée par ordre de l’empereur Napoléon III. Paris, 1858-69
- Kryn, J. Le petit tambour d’Arcole. Cadenet, 1987
- Rothenberg, Gunther Erich (2001). 《The Napoleonic Wars》. London: Cassell. ISBN 0304359831.